# Биркет-Смит, Кай
Кай Биркет-Смит (дат. Kaj Birket-Smith; 20 января 1893, Копенгаген — 28 октября  1977) — датский этнограф, филолог, археолог, антрополог. Доктор философии. Лауреат премии Шведской королевской академии наук (1938).

## Биография
Сын историка. Окончил Пенсильванский университет в 1937 году.
исследователь культуры и быта эскимосов и индейцев американского Севера. Профессор Копенгагенского университета (с 1945).
В 1918 году вёл этнографические работы в Гренландии, в 1921‒1923 годах участвовал в датской экспедиции Кнудсена Расмуссена в арктические области Северной Америки, в 1933 году вёл этнографические и археологические исследования на Аляске.
По своим теоретическим взглядам примыкает к направлению диффузионизма.

## Избранные публикации
- The Caribou Eskimos, Cph., 1929;
- The Eskimos, L., 1936;
- The Chugach Eskimo, Kbh., 1953.